# Bradford School House

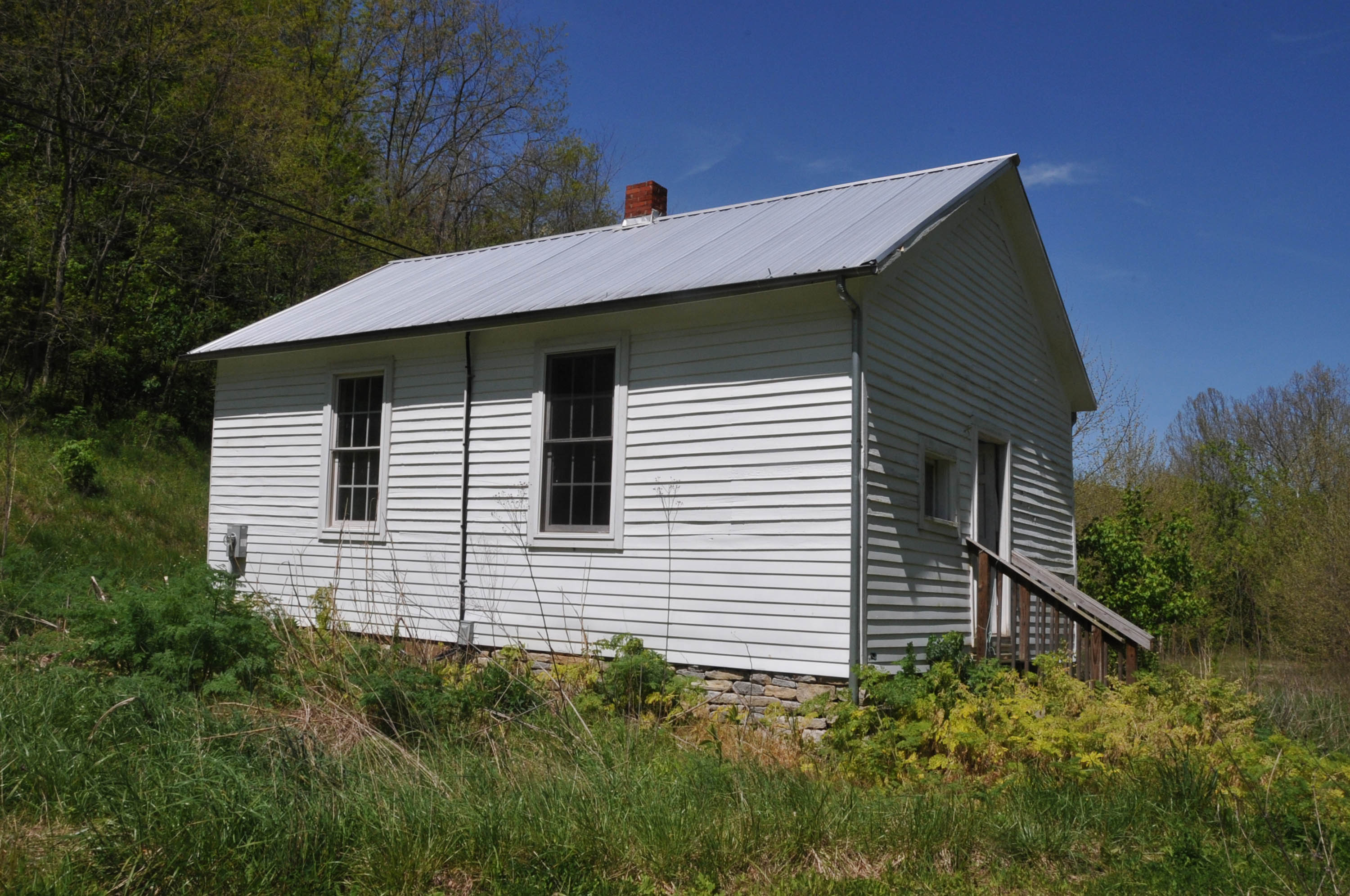
Bradford School House (2012)

Das Bradford School House ist ein historisches Schulhaus im Bracken County im US-Bundesstaat Kentucky in den Vereinigten Staaten. Das Gebäude befindet sich an der Kentucky Route 8 nahe Foster. Im Durchschnitt wurden in diesem Schulraum pro Jahr 25 Schüler von der 1. bis zur 8. Klasse von einem Lehrer unterrichtet.
Als seltenes Beispiel eines Einzimmer-Schulhauses wurde das Bradford School House am 18. Juni 2003 mit der Nummer 03000263 in das National Register of Historic Places aufgenommen.